# HH-100 (航空機)
HH-100
- 用途：無人貨物機
- 製造者：中国航空工業集団（AVIC）
- 初飛行：2024年6月12日
- 運用状況：開発中

HH-100は中国航空工業集団（AVIC）傘下の西安飛機工業公司が開発中の小型無人貨物機。

## 概要
商業飛行を想定した民間機であり、製品は無人機本体と指揮制御システム（地上局）から構成される。2基のターボプロップエンジンを搭載しているほか、双ブーム形式を採用している。短距離の貨物輸送、火災の監視と鎮圧、緊急物資の輸送、通信の中継、人工降雨などへ対応することが期待されている。
2024年4月3日、地上での高速地上滑走（タキシング）試験に成功し、離陸速度で前輪を持ち上げることにも成功した。
同年6月12日、陝西省の藍田空港（Lantian General Aviation Airport）で9分間にわたる初飛行に成功した。

## 諸元
出典:
- 最大離陸重量 : 2000キログラム
- 巡航速度 : 時速300キロメートル
- 航続距離 : 520キロメートル（700キログラム搭載時）
- ペイロード搭載可能重量 : 700キログラム
- 最高高度 : 5000メートル